# Covox Speech Thing

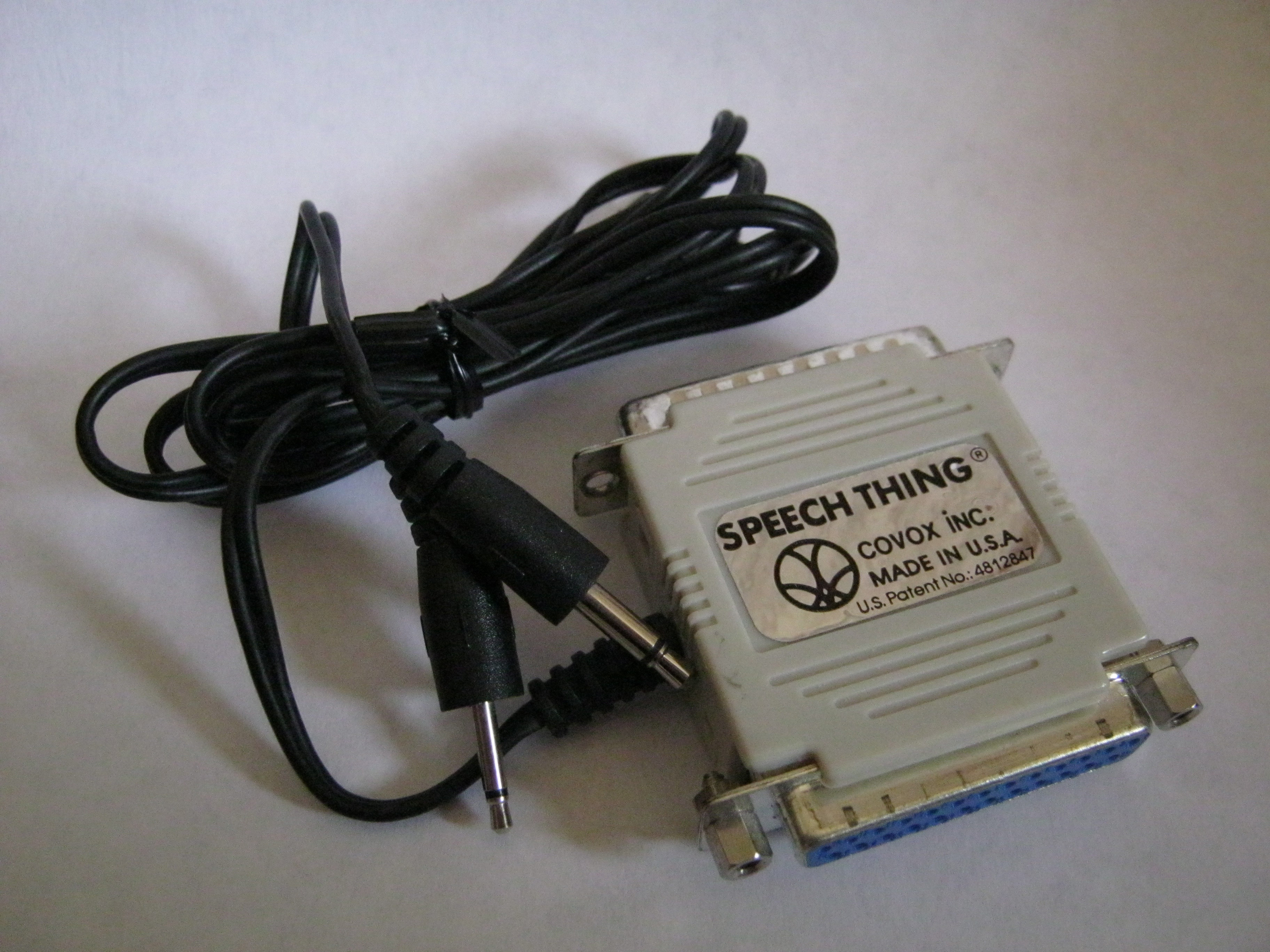
Covox Speech Thing

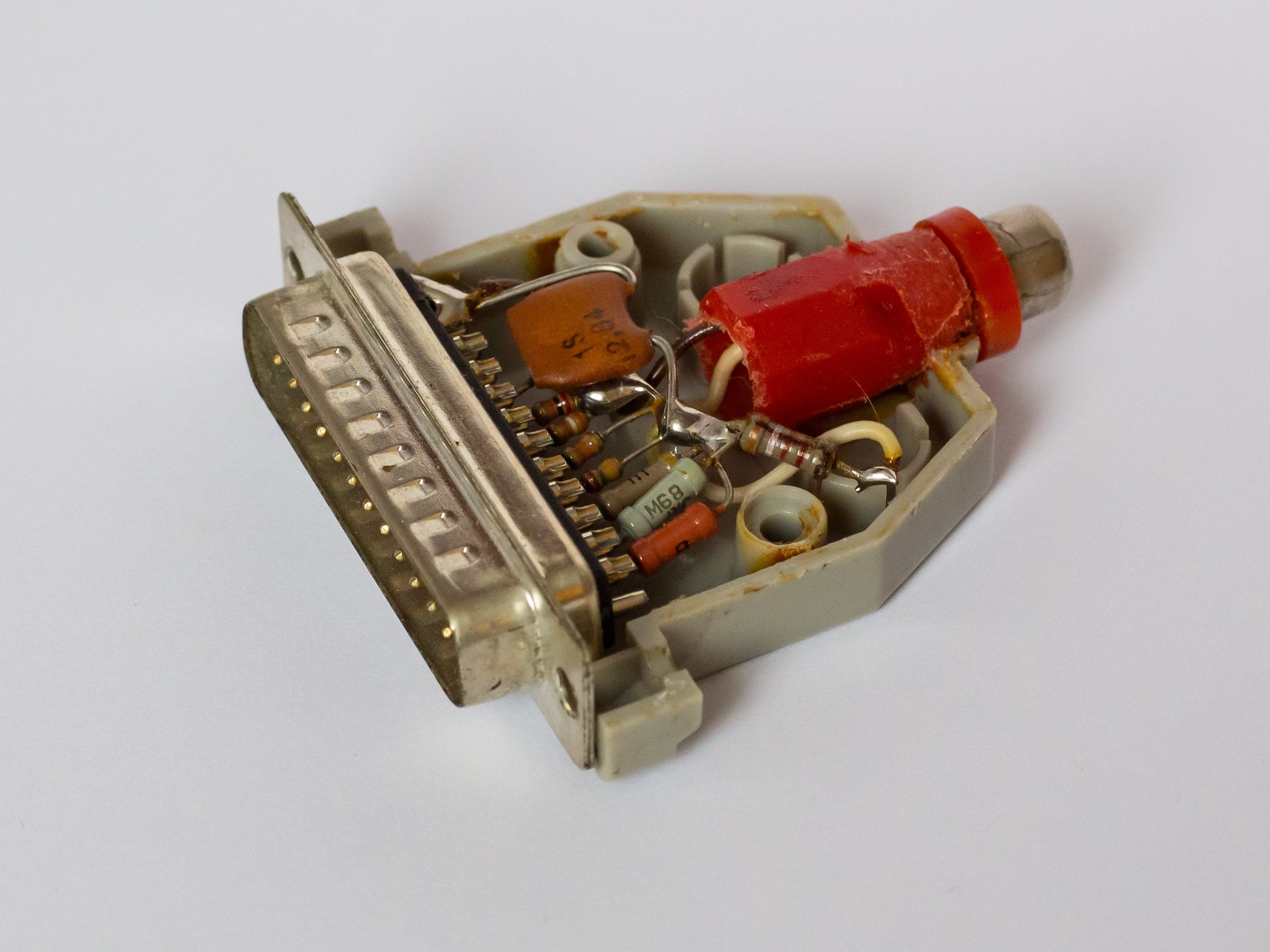
Nachbau des Covox-Steckers, geöffnet

Schaltplan-Variante des Covox-Steckers

Das Covox Speech Thing (auch bekannt als Covox-Stecker) war ein Computer-Zubehör zur Ausgabe von digitalisierten Klängen. Es handelt sich hierbei um einen primitiven 8-bit-D/A-Wandler (ein R2R-Netzwerk) in der Gestalt eines Adaptersteckers, der an den Druckerport des PCs angeschlossen wird und so einen analogen Ausgang zur Verfügung stellt.
Die Schaltung wurde um 1986 herum für 70 USD pro Stück vermarktet. Da die verbauten Teile aber nur einen Bruchteil des fertigen Steckers kosteten und die Schaltung sehr einfach aufzubauen ist, wurden Covox-Stecker schon bald von vielen Bastlern in verschiedenen Variationen selbstgebaut – eine davon ist hier abgebildet.
Der Stecker war bis in die 1990er Jahre hinein weit verbreitet, da damals richtige Soundkarten noch sehr teuer waren. Auch in der Demoszene war er recht beliebt.
Der Aufbau erfordert die Verwendung von präzisen Widerständen mit einer Toleranz von ≤ 1 %. Aufgrund der Verwendung des Druckerports ist es nicht möglich, gleichzeitig zu drucken und Sound auszugeben. Umgekehrt ist beim Drucken lautes Knarren und Knattern zu hören, da die Druckdaten über den Covox-Stecker als Klang ausgegeben werden. Dennoch ist der Covox-Stecker dem Systemlautsprecher qualitativ weit überlegen und bietet auch heute noch eine preiswerte Möglichkeit, alten Rechnern zu gutem Klang zu verhelfen.